# Lojze Bolta
Lojze Bolta, slovenski arheolog, * 11. julij 1923, Dragomelj, † 23. avgust 1998, Celje.
Po diplomi iz arheologije 1950 na ljubljanski Filozofski fakulteti je od 1951 do upokojitve 1983 kot kustos arheolog delal v Pokrajinskem muzeju Celje. V raziskovalnem delu se je največ posvetil naselbini in nekropoli na hribu Rifnik nad naseljem Rifnik in o svojih spoznanjih objavil več del.